# Association Sportive Monaco Football Club
La Association Sportive Monaco Football Club, más conocida simplemente como A. S. Mónaco (pronunciación en francés: /ɑ.ɛs mɔnako/), es un club de fútbol monegasco que actualmente disputa la Ligue 1 de Francia, competición en la que ha participado durante más de cincuenta campañas.

## Historia
La Association Sportive de Monaco Football Club nace en 1924 gracias a la fusión de varios equipos polideportivos de la ciudad: Swimming Club, Monaco Sports, A.S. Beausoleil, Etoile de Monaco y Riviera A.C. Aunque el equipo es de Mónaco, se le permitió jugar en la Liga de Francia, siéndole otorgado el número de afiliación 91 (lo que enmarca a Mónaco dentro del grupo más antiguo en la Liga).
Sus años como institución amateur los vivió dentro del circuito regional en Provenza-Alpes-Costa Azul, con un disímil tránsito. Integró la Ligue du Sud-Est desde 1924 y logró campeonar en la misma durante esa década y la siguiente. Todo cambió en 1932 cuando fue invitado a participar como profesional en la recientemente creada Liga de Francia por la Federación Francesa de Fútbol (FFF). Su andar se inicia en la Ligue 2 (Segunda División), con resultados poco satisfactorios que provocan el descenso a las ligas regionales perdiendo así su condición de conjunto profesional por varios años. En 1948, una vez finalizado el conflicto armado que detuvo la vida deportiva europea, Mónaco decide rearmarse profesionalmente gracias al impulso brindado por la monarquía monegasca, personificada en el príncipe Raniero. Durante toda su vida el príncipe sería promotor y fanático del club, aportando a la causa deportiva e impulsando su desarrollo económico con importantes donaciones y beneficios fiscales. Su generosidad se ve reflejada exitosamente para 1953, con el retorno a la máxima categoría francesa.

### Surgimiento en Ligue 1: 1948-1972

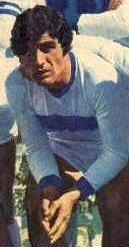
Delio Onnis con el Mónaco durante el año 1970.

El año 1958 es clave fundamental en el recorrido de las siguientes dos décadas, porque marca la llegada de un referente en la dirección técnica: Lucien Leduc. Con él Mónaco alcanzaría lo más alto del fútbol francés, superando la meta de convertirse en campeón oficial por primera vez. Sucedió en la Copa de Francia de 1960, previa al título de Ligue 1 en la temporada 1960-61, conquista de prestigio y notoriedad más allá de las fronteras nacionales.
Mónaco se hacía de un nombre, adquiriendo también pase para la Copa de Europa durante 1961-62. Enfrentaría en ronda preliminar al Glasgow Rangers de Escocia. El resultado final, luego de disputar partidos de ida y vuelta, fue de 4-6 para Rangers en el global (dos victorias por 3-2 para los escoceses, en Glasgow y Mónaco). En 1962, Leduc forma un conjunto sólido, que responde en un 100% a su ideario generando altas expectativas para el entrenador, según relató en ese entonces. Los jugadores no lo defraudaron, con todo mérito y justicia vencieron tanto en Liga como Copa. Un doblete significativo, cuatro logros de envergadura como suma total en tres años para el proyecto. En 1963, Leduc deja su cargo y se dirige a Suiza para negociar una posible incorporación al Servette FC, agotado por un desgastante y arduo itinerario. El club suizo era campeón vigente y poseía una gran base, además de pertenecer a un país sin competición tan fuerte como la francesa. No se trató de un adiós definitivo, pero Mónaco sintió mucho su ausencia en lo posterior inmediato.
La Copa de Europa de 1963-64 comenzó estupendamente, en parte porque todavía se contaba con la base del año anterior. En la eliminatoria preliminar Mónaco ganó su serie por un global de 8-3 sobre el AEK de Grecia (7-2 en Mónaco y 1-1 en Atenas). Luego enfrentó al futuro campeón, Internazionale de Italia, perdiendo dos veces (1-0 y 3-1) pero jugando de igual a igual y demostrando un generoso juego de ataque. Sería su último gran desempeño hasta fines de la década siguiente, el resto de los 60s fueron intrascendentes, haciendo gala temporada tras temporada de una medianía difícil de desdoblar. Al fin se rompió en 1968-69, negativamente, consumando un triste descenso.

### Caída y recuperación: 1972-1984
El regreso a la categoría principal llegaría recién en 1973-74, después de sufrir duramente el retroceso y una crisis deportiva compleja. Fue un aliciente pasajero, los problemas deportivos no habían encontrado solución real y la institución continuaba sin un proyecto concreto para cambiar su estado de crisis. La carrera de ascenso/descenso se volvió crónica, Mónaco no lograba escapar de ella mientras observaba como cada día se alejaba más de la élite francesa (representada por los exitosos equipos Nantes y Saint-Etienne).
Una luz de esperanza llegó el día que Jean Louis Campora, cuyo padre (Charles Campora) fue uno de los fundadores del club y miembro activo de su dirigencia, tomó la decisión de participar activamente en las decisiones administrativas. Con el apoyo de la monarquía y los inversores alcanzó la presidencia en 1975, expresando con claridad que su primera medida en el cargo sería convocar a Leduc y recuperar con él la gloria pasada. En una temporada Mónaco logra asentarse de nuevo en Ligue 1, contando con el ingenio de su mandatario y la capacidad del entrenador repatriado. También fue de gran ayuda la aparición de valores como el argentino Delio Onnis, futuro goleador histórico del club, o Jean-Luc Ettori, jugador con más presencias defendiendo la casaca monegasca. Tal fue la recuperación que el campeonato de 1977-78 se coloreó con rojo y blanco; el conjunto del Principado volvía a triunfar luego de 15 años en sequía.
Los 80's llegaban con un nuevo triunfo en Copa de Francia, después de derrotar en el partido decisivo a US Orléans por 3-1, ya sin Leduc (había decidido retirarse de la actividad profesional). Gerard Banide sucedió al entrenador saliente, y se haría cargo por los siguientes cuatro años de la dirección técnica con muy buenos resultados en las competiciones nacionales. Con Banide Mónaco jamás descendió del 6° lugar en Ligue 1, animando cada torneo con un juego suelto y de gran vuelo. Logró consagrarse en la temporada 1981-82, disputando un apasionante duelo con el Saint-Étienne que finalizó solo un punto por debajo en la tabla de posiciones. Los nombres propios a tener en cuenta del período son Manuel Amorós y Daniel Bravo, hombres de fuerte temperamento y talento, acunados por el público como referentes. Desafortunadamente el liderazgo local no se trasladó a Europa, ya que nunca superó la primera instancia de toda competición. Por esto -en parte- se decide renovar los aires con Lucien Müller en el cargo de entrenador, continuando una línea determinada de trabajo pero pensando en elevar las pretensiones en el corto plazo. Müller estuvo a punto de ser campeón en su primera temporada (1983-84), pero perdió el título con el Bordeaux por diferencia de gol tras culminar ambos equipos empatados en 54 puntos. También llega a la final en Copa de Francia, cayendo insólitamente con Metz por 2-0 en la prórroga. Un cierre con balance positivo y la confianza de saberse en el buen camino, pero sin trofeos que exhibir en las vitrinas.

### Arsène Wenger: 1984-1994

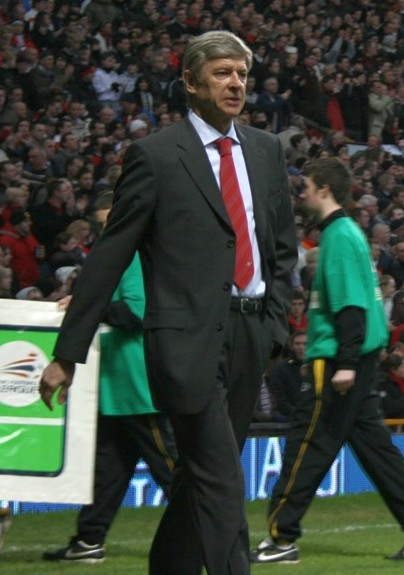
Arsène Wenger fue entrenador del club durante una década (1984-1994).

Para 1984-85, Mónaco tampoco logra el campeonato de Liga, llegando solo hasta el tercer lugar, pero completando una segunda rueda casi perfecta luego de comenzar el torneo muy por debajo de sus posibilidades (ocupó el décimo puesto a mitad de temporada). Este retroceso, a comparación del año anterior, se vio compensado por la más deslumbrante actuación del equipo monegasco en Copa de Francia. Solo un gol en contra en nueve partidos, propinado por el Lille, y 18 tantos a favor para redondear una campaña de siete victorias (más empate y derrota). La final se jugó con un estadio Parque de los Príncipes colmado de espectadores y el resultado final de 1-0 sobre París Saint-Germain desató la fiesta entre el público rojiblanco. Vencer al PSG en París y regresar a Mónaco con la Copa en mano fue un sueño hecho realidad para Lucien Müller. Un año después renunciaría al puesto, tras completar una mediocre campaña en Liga -noveno lugar- y sufrir tempranas eliminaciones en copas.
Durante 1986-87, Stefan Kovacs tomaría el mando, pasando por la institución sin pena ni gloria. Arsène Wenger, que tenía como experiencia previa la dirección del Nancy, fue contratado en 1987. Wenger forjó una de las etapas más exitosas del club, que ganaría la Ligue 1 al año siguiente, siempre recordada por su fútbol exquisito y la gran cantidad de buenos jugadores que fueron fichados o incorporados desde divisiones menores. Algunos casos destacables son George Weah, Jürgen Klinsmann, Youri Djorkaeff, Emmanuel Petit, Lilian Thuram o Thierry Henry (futura estrella del Arsenal). Quizá la cuenta pendiente, a pesar de pelear siempre los primeros puestos, fue no haber conseguido un mayor número de títulos.
Los años 90 fueron una época buena para el fútbol francés a nivel de equipos, muy competitiva, con varias instituciones peleando títulos nacionales y europeos. Eso jugó en contra del Mónaco, que igualmente se adjudicó un par de Copas y una Liga. Al ser destituido Wenger de la dirección tras un mal inicio de campeonato en 1994, dejó un conjunto formado, competitivo, que contaba con la presencia de valores jóvenes y mayores. Uno de ellos, emblema actualmente, llegaría desde Argentina siendo prácticamente un adolescente. Su nombre es David Trezeguet.

### Potencia en Europa: 1996-2006
Jean Tigana fue nombrado nuevo técnico del equipo en 1995, y lo dirigió a la consecución de su sexto título de Liga en 1997.
En el año 2000, bajo el mando de Claude Puel, el Mónaco ganó su séptima Liga francesa y su cuarta Supercopa de Francia. Después de ganar la Copa de la Liga con Didier Deschamps como técnico, en septiembre y noviembre del 2003 es electo por la Federación Internacional de Historia y Estadística de Fútbol (IFFHS) como el Mejor equipo del mes del mundo.
La temporada 2003-04 fue una temporada memorable para el club. Clasificado para Liga de Campeones, el AS Mónaco empezó dejando su marca en la primera ronda al derrotar al Deportivo La Coruña históricamente, ganando 8 goles a 3 y rompiendo así un nuevo récord en cuanto al número de goles anotados en un partido. Mónaco tenía jugadores como el portero Flavio Roma, además de Jerome Rothen, Patrice Evra, Hugo Ibarra, y especialmente su par ofensivo mágico, el extremo derecho Ludovic Giuly y el delantero español prestado por el Real Madrid, Fernando Morientes. En los octavos final, Mónaco eliminó al Lokomotiv Moscú, luego enfrentó al Real Madrid en los cuartos de final. El club español es derrotado después de dos juegos espectaculares de Giuly y Morientes en particular. En la semifinal, el Mónaco elimina de nuevo a un gran equipo, el Chelsea. Sin embargo, los jugadores monegascos no repetirían una nueva proeza contra el FC Porto en la final, perdiendo por tres goles a cero.
Su éxito en Europa les pasó factura en la Ligue 1 2003/04, donde terminaron en tercer puesto pese a haber liderado el campeonato durante muchas semanas. Con los fichajes de Javier Saviola, Ernesto Chevantón y Maicon para sustituir a los traspasados Ludovic Giuly y Jérôme Rothen, repitieron la 3.ª posición en la temporada 2004/05.
El curso europeo del año anterior no permitirá que el club se recupere, sino que se hunda lentamente en el anonimato.

### Declive: 2006-2012
Después de convertirse en una de las potencias futbolísticas de Francia a principios de siglo, poco a poco el Mónaco fue perdiendo peso en el campeonato galo, con idas y venidas de jugadores en la plantilla y una importante inestabilidad en el puesto de entrenador. Así, en la temporada 2005-06, tras la dimisión de Didier Deschamps y la llegada de Francesco Guidolin, el conjunto monegasco terminó en un decepcionante décimo puesto.
El equipo del Principado sufrió un horrible comienzo en la Ligue 1 2006/07 que supuso la destitución de László Bölöni, siendo sustituido por su asistente, Laurent Banide, que finalmente consigue buenos resultados y posiciona al Mónaco en la 9.ª posición del campeonato. Las siguientes campañas tampoco fueron satisfactorias, puesto que el equipo merodeó por la zona media de la clasificación, aunque en 2010 llegó a la final de la Copa.
Guy Lacombe fue destituido en enero de 2011, dejando al equipo en decimoséptimo puesto. Laurent Banide ocupó su vacante pero no pudo remontar el vuelo del Mónaco, y finalmente, el equipo descendió a segunda división después de 35 años en la máxima categoría, al concluir en decimoctavo puesto en la Ligue 1. Allí permaneció dos temporadas, después de no lograr el ascenso a la primera división.

### La llegada de Dmitri Rybolóvlev

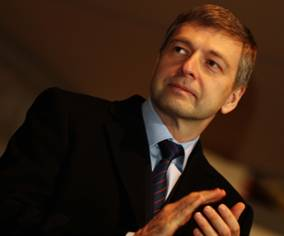
El ruso Dmitri Rybolóvlev compró la totalidad del club entre los años 2011 y 2013.

Durante el año 2011, luego de negociar con el príncipe Alberto de Mónaco y llegar a un buen acuerdo para el club y Principado, el multimillonario ruso Dmitri Rybolóvlev adquirió el AS Monaco; sin embargo, el equipo no pudo lograr el ascenso a la Ligue 1 esa temporada, pues tuvo un mal comienzo y finalizó en una decepcionante octava posición con 52 puntos, lo que provocó la contratación de Claudio Ranieri en sustitución de Marco Simone. En mayo de 2013, el conjunto monegasco obtuvo el ascenso y volvió a la máxima categoría como campeón de la Ligue 2. Actualmente, Rybolóvlev se encuentra reestructurando el club e invirtiendo un gran capital para posicionarlo nuevamente como uno de los mejores equipos del continente.
El primer golpe millonario de Dmitri Rybolóvlev se produciría el 24 de mayo de 2013, cuando fueron anunciados los fichajes de James Rodríguez por 45 millones de euros y João Moutinho por 25 millones de euros, ambos procedentes del FC Porto.
Más tarde se anunció la contratación de Ricardo Carvalho y de Radamel Falcao, este último por 60 millones de euros (convirtiéndose en el séptimo fichaje más caro de la historia). También llegaron Jérémy Toulalan por 5 millones de euros, Éric Abidal (libre) y Geoffrey Kondogbia, por 20 millones de euros procedente del Sevilla FC. Todo ello para configurar una plantilla de estrellas con la cual luchar por volver a la élite francesa, y también europea. El Mónaco comienza la Ligue 1 ganando los 2 primeros partidos y situándose líder en la cuarta jornada, pero al término de la primera vuelta ocupa el segundo puesto con 41 puntos, tres por detrás del París Saint-Germain. Al comenzar el 2014, llegaba una mala noticia: una grave lesión de rodilla de Radamel Falcao. En la Copa de Francia, el equipo del Principado llega hasta semifinales, donde es eliminado contra todo pronóstico por el recién ascendido EA Guingamp. Finalmente, el Mónaco concluye la temporada con el subcampeonato y su récord de puntos en una temporada.

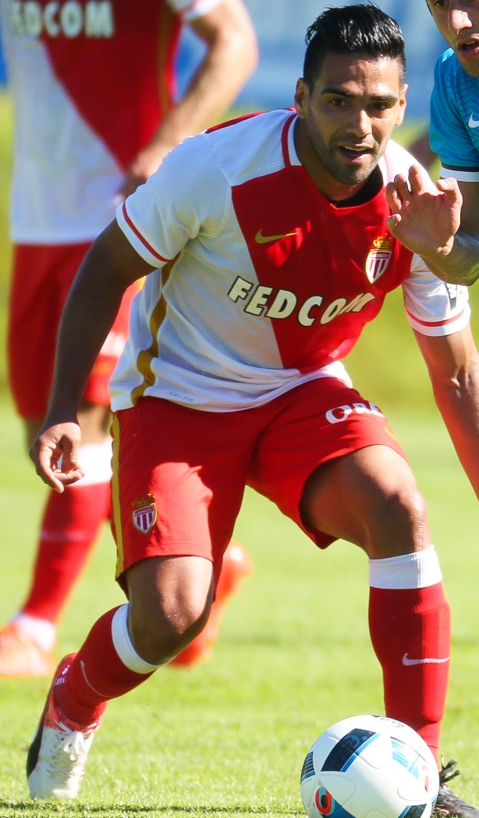
Falcao, máxima figura del club en los últimos años.

Para continuar su ambicioso proyecto, el Mónaco decidió prescindir de Claudio Ranieri, alegando que hacía falta "una nueva dinámica" y la eliminación en la Copa como motivos de la decisión. El nuevo inquilino del banquillo sería el joven técnico venezolano-portugués Leonardo Jardim. Destacar que el club perdió a dos de sus puntales: James Rodríguez (máximo asistente de la Liga en la temporada anterior), traspasado al Real Madrid; y Radamel Falcao, cedido con opción de compra al Manchester United. Estos traspasos eran el preludio de un cambio en el proyecto del club, frenando las grandes inversiones y trabajando más a largo plazo, y explican que el equipo sufriera un mal comienzo en la Ligue 1 2014/15, situándose en puestos de descenso tras 5 jornadas. Sin embargo, poco a poco el Mónaco va mejorando y termina la primera vuelta como quinto clasificado, mientras que se clasifica para octavos de final de la Liga de Campeones como primero de grupo. Sería eliminado de dicha competición por la Juventus de Turín en cuartos de final. Finalmente, el equipo del Principado acabó la Ligue 1 2014/15 en tercer puesto, por lo que vuelve a clasificarse para la Champions.
El curso 2016-17 arrancó de forma positiva, obteniendo el pase a la fase de grupos de la Liga de Campeones tras derrotar al Villarreal y situándose líder de la Ligue 1 tras 4 jornadas. A diferencia de temporadas anteriores, esta vez el conjunto del Principado mostró su faceta más ofensiva basándose en un juego de rápidas transiciones y desbordes por las bandas, contabilizando 36 goles a favor en 12 partidos del torneo doméstico, mejor marca histórica desde 1969. El Mónaco terminó la primera vuelta del campeonato en segunda posición, habiendo marcado 56 goles, más que ningún otro equipo del continente. El Mónaco fue subcampeón de la Copa de la Liga, perdiendo la final contra el París Saint-Germain (1-4); mientras que fue eliminado en semifinales de la Copa de Francia nuevamente ante los parisinos (5-0) y también en semifinales de la Liga de Campeones ante la Juventus de Turín. 17 años después, y con la ayuda de jugadores como Radamel Falcao, Kylian Mbappé, Bernardo Silva, Thomas Lemar, Fabinho, Benjamin Mendy, Djibril Sidibé y Danijel Subašić, el 17 de mayo logran ganar la Ligue 1 al derrotar 2-0 a Saint Etienne en el Estadio Luis II. Cabe resaltar que Falcao fue el máximo goleador de la temporada con 30 tantos seguido de Mbappe con 26 goles.

### Regreso de Henry como entrenador y presente

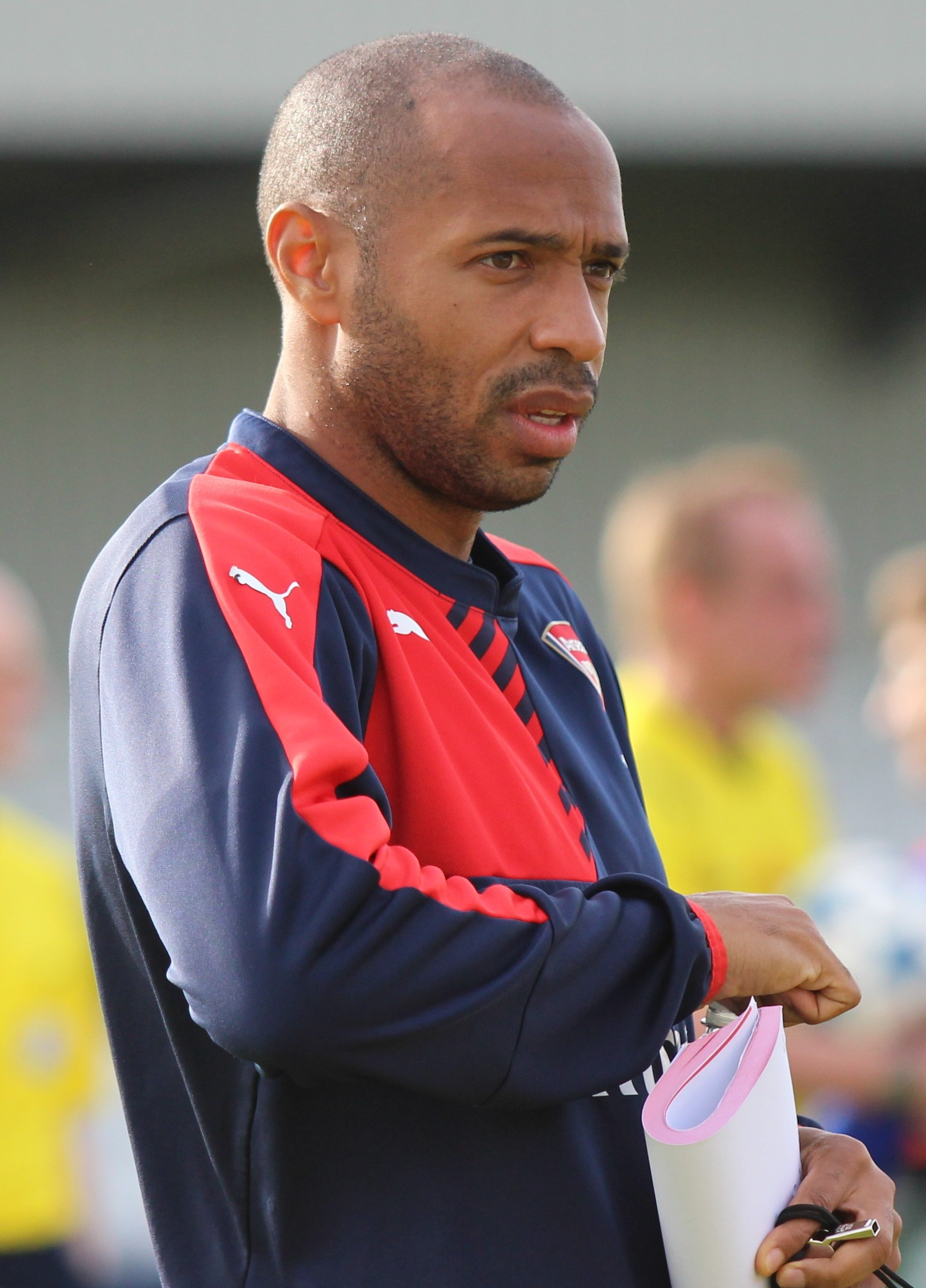
Thierry Henry, canterano del club y exentrenador.

El Mónaco de Leonardo Jardim comenzó la temporada 2018-19 con varias bajas, destacando la salida del francés Kylian Mbappé, quien se fue al PSG por un millonario traspaso. Precisamente fue ante el equipo parisino la primera derrota para el equipo en la presente temporada, fue 4 a 0 por la Supercopa de Francia. En Liga, el equipo consiguió 4 puntos en las 2 primeras fechas (victoria 3-1 sobre el Nantes y empate a 0 con el Lille), pero fue en la tercera fecha cuando el declive comenzó, derrota 2-1 frente al Bordeaux, derrota 3-2 frente al Olympique de Marsella y empate a 1 frente al Toulouse, de esta forma y con cinco puntos de quince posibles en Liga, el Mónaco enfrentaba al Atlético de Madrid en casa por la fecha 1 en fase de grupos de la Champions League, el partido terminó en derrota por 2-1. De vuelta en Liga el equipo monegasco empató a 1 frente al Nímes, además perdió 1-0 y 2-0 frente al Angers y el Saint-Étienne, respectivamente. Por la segunda fecha en Champions de nuevo fue derrotado, esta vez por 3-0 ante el Borussia Dortmund.
El partido frente al Rennes por la fecha de 10 de la Ligue 1 (derrota como local por 2 a 1), fue el último con Jardim en el banquillo. El entrenador portugués dejó al Mónaco en la zona de descenso y con 1 victoria en 12 partidos disputados en todas las competicioness.
El 13 de octubre de 2018 se confirma la llegada de Thierry Henry a la dirección técnica del club, esto con la esperanza de que un viejo conocido mejore el mal momento del club.
El 25 de noviembre el equipo del principado vuelve a ganar después de 19 partidos (13 de Ligue 1 y 6 de Champions League, con 13 derrotas y 5 empates y sin haber ganado un solo partido en la fase de grupos), venciendo fuera de casa al SM Caen 0-1 con un gol de falta de Falcao. Aquella temporada acabaría salvándose tras ganar 2-0 al Amiens en la penúltima jornada y, a pesar de haber perdido en la última jornada, el equipo acabó decimoséptimo a dos puntos por encima del puesto de play-off (18º) y a tres puntos del 19º, puesto ya de descenso directo.

## Indumentaria

### Historia

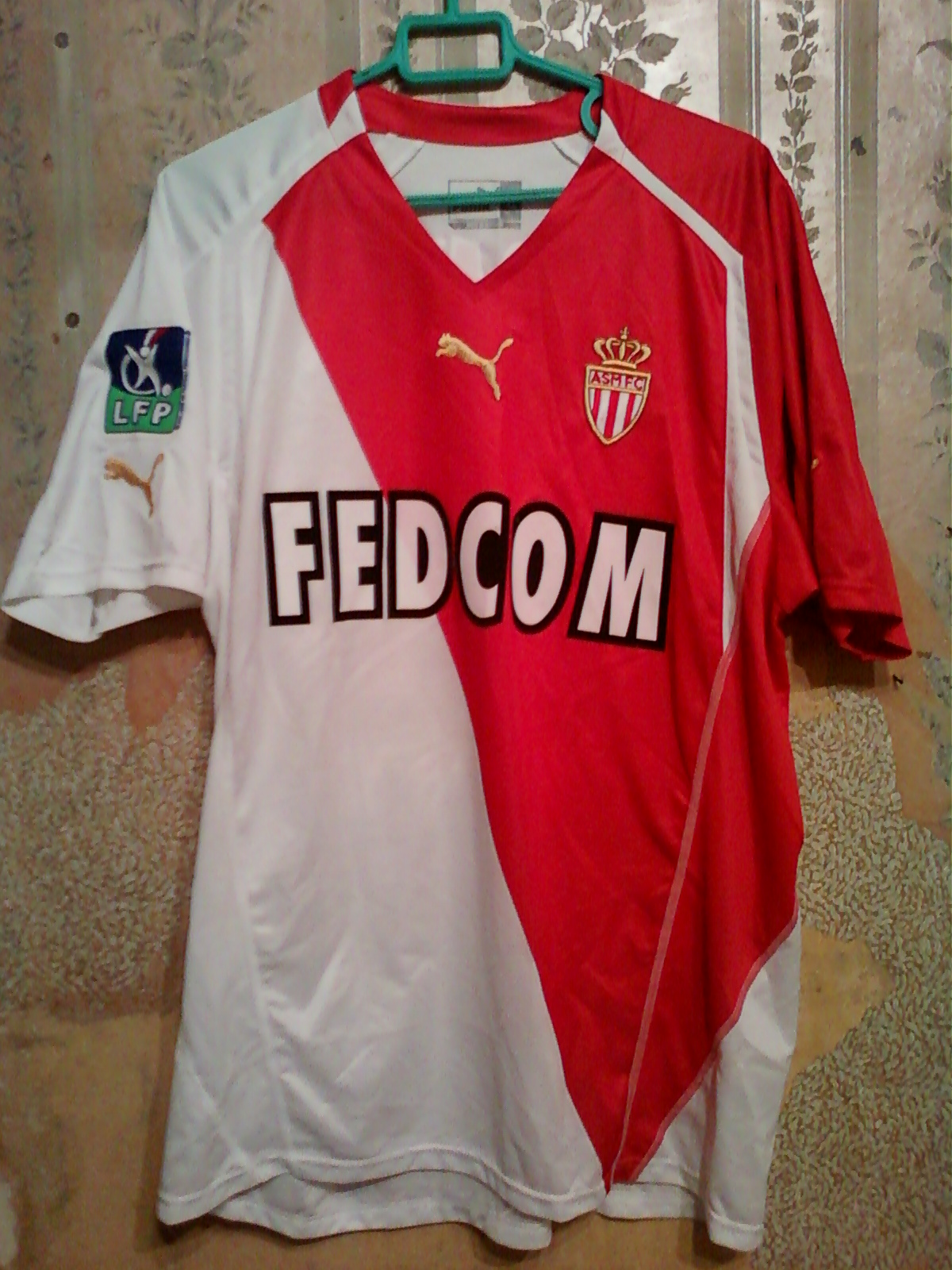
Camiseta del AS Monaco 2004-06, con el clásico diseño en diagonal, rojo y blanco.

Como prácticamente todos los equipos de fútbol, Mónaco cambió su diseño de camiseta durante las primeras épocas en diversas oportunidades hasta adoptar definitivamente un estilo propio. El primer modelo que sus fanáticos recuerdan con aprecio estaba compuesto por franjas verticales rojas y blancas (símil Atlético Madrid). Este se utilizó durante sus primeros años de la Liga, los 50s mayormente, pero ante el deseo de destacarse con algo más especial o único surgió un boceto inspirador. En 1960, la princesa Grace, esposa del príncipe Raniero, dibujó una idea de camiseta que maravilló a todos.Su marido había explicado ante su presencia durante una cena la necesidad que tenía el club, su intención de adoptar un modelo más personal que lo distinga mundialmente. Ella logró unir con mucha simpleza simbología monegasca histórica y estilo en indumentaria deportiva, dando vida a un emblema que hasta la fecha sigue intacto. El hecho de que en su primera temporada con la nueva camiseta el club lograra coronarse campeón de Liga por primera vez, fue el espaldarazo definitivo al uso del diseño de Grace hasta nuestros días.Con motivo del aniversario 50 de su creación, el club le rindió un homenaje mediante una inscripción en el cuello interno de la camiseta de la temporada 2020-21.
- Uniforme titular: Camiseta dividida en diagonal rojo blanco, pantalón blanco y medias rojas.
- Uniforme alternativo: Camiseta verde, pantalón verde y medias verdes.
- Tercer uniforme: Camiseta dividida en diagonal azul y blanco, pantalón blanco y medias blancas.

### Evolución del uniforme

#### Titular
|  | 1990-93 |  | 2003-04 |  | 2009-10 |  | 2010-11 |  | 2011-12 |  | 2012-13 |  | 2013-14 |  | 2014-15 |  | 2015-16 |
|  | 2016-17 |  | 2017-18 |  | 2018-19 |  | 2019-20 |  | 2020-21 |  | 2021-22 |  | 2022-23 |  | 2023-24 |  | 2024-25 |

#### Alternativo
|  | 2009-10 |  | 2010-11 |  | 2011-12 |  | 2012-13 |  | 2013-14 |  | 2014-15 |  | 2015-16 |  | 2016-17 |  | 2017-18 |
|  | 2018-19 |  | 2019-20 |  | 2020-21 |  | 2021-22 |  | 2022-23 |  | 2023-24 |  | 2024-25 |  |         |  |         |

### Patrocinio
| Periodo       | Proveedor      |
| ------------- | -------------- |
| 1970 - 1985   | Le Coq Sportif |
| 1985 -1988    | Adidas         |
| 1988 - 1990   | Nike           |
| 1990 - 1998   | Adidas         |
| 1998 - 2000   | Kappa          |
| 2000 - 2010   | Puma           |
| 2010 - 2014   | Macron         |
| 2014-2019     | Nike           |
| 2019-2025     | Kappa          |
| 2025-presente | Mizuno         |

| Periodo     | Patrocinador              |
| ----------- | ------------------------- |
| 1976 - 1982 | RMC                       |
| 1982 - 1986 | Bally                     |
| 1986 - 1987 | TMC                       |
| 1987 - 1988 | Alain Afflelou            |
| 1988 - 1992 | Lada                      |
| 1992 - 1994 | Tamoil                    |
| 1994 - 1998 | Eurest                    |
| 1998 - 2000 | Fedcom                    |
| 2000 - 2001 | Vizzavi                   |
| 2001 - 2021 | Fedcom                    |
| 2021 - 2022 | eToro / Fedcom            |
| 2022 - 2023 | eToro                     |
| 2023 - 2024 | Visit Monaco / APM Monaco |
| 2024 - 2025 | APM Monaco / Renault 5 EV |

## Infraestructura

### Estadio

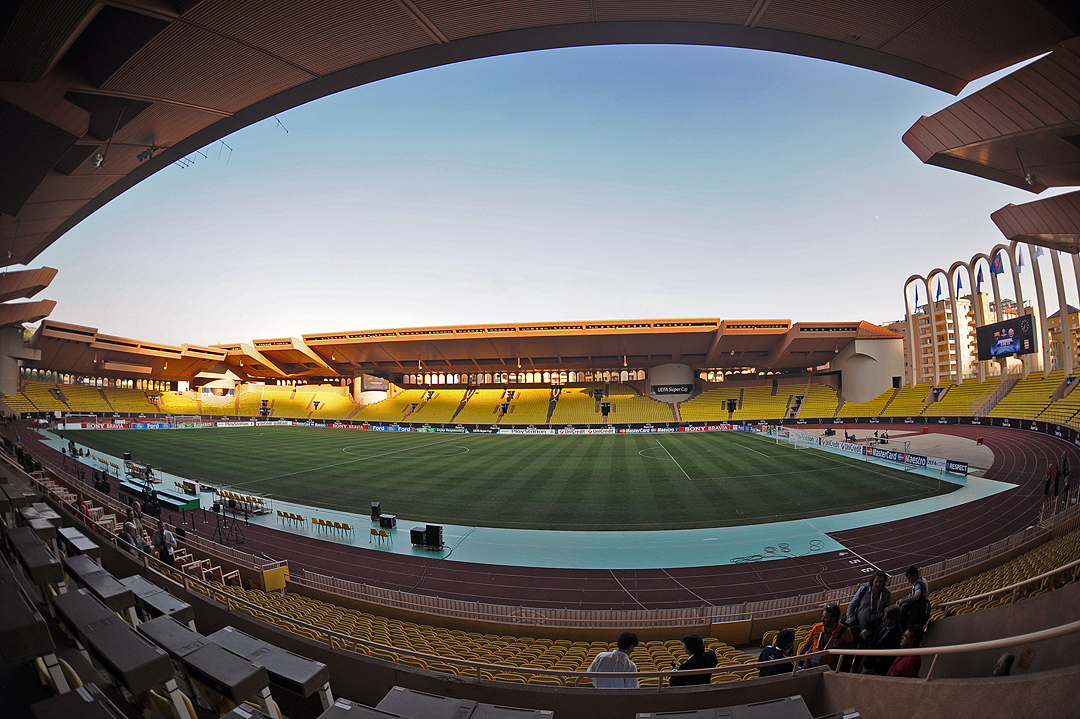
Vista panorámica del Estadio Luis II previo a un partido de fútbol.

El Estadio Luis II (en francés: Stade Louis II) es un estadio multiusos (pero principalmente destinado a la práctica del fútbol), situado en el Principado de Mónaco. Sirve de sede habitual para la Association Sportive de Monaco Football Club y su dirección completa es 7, Avenue des Castelans, 98000 Monaco.
Fue inaugurado el día 25 de enero de 1985 por el Príncipe Rainiero III de Mónaco, luego de una compleja construcción en tierras ganadas al mar del distrito de Fontvieille. Su nombre es un homenaje al príncipe Luis II de Mónaco, abuelo de Raniero y regente del cual heredó su posición.
El Stade Louis II original fue abierto en 1939, ante la necesidad de contar con un espacio acorde para el pleno desarrollo del fútbol como espectáculo en la ciudad (anteriormente solo se contaba con una campo delimitado y escasa gradería de madera). A finales de los años 70, por motivación de Jean-Louis Campora, surge la idea de provocar una reforma plena en las instalaciones deportivas del Mónaco. Las consultas y negociaciones para encarar tal proyecto con solvencia llegaron a buen término y a comienzos de los 80 ya había iniciado el trabajo. Hoy en día dos tercios de la población de Mónaco podría disfrutar de un encuentro deportivo cómodamente en el Louis II.
El desarrollo de Mónaco se benefició con la expansión del complejo deportivo y los nuevos servicios que surgieron con los años, como es la utilización de instalaciones por parte de la Universidad Internacional. El barrio se volvió un atractivo de la mejor arquitectura monegasca, la cual el estadio también acompaña gracias a su vanguardista diseño entramado con lo clásico y un gran respeto por el entorno que lo rodea. Un detalle que no pasa desapercibido, sobre una de las cabeceras, es el conjunto de nueve arcos. Característica que denota identidad y reconocimiento alrededor del globo cuando fotografías o transmisiones televisivas hacen foco en ella.[cita requerida]
Fue la sede de la Supercopa de Europa de 1986; y desde la edición de 1998, el estadio fue la sede del torneo de forma ininterrumpida, hasta el año 2012 inclusive.
La superficie cubierta es de 3 ha, entre las 116 totales que presenta el Principado. Su capacidad aproximada asciende a 18.525 ubicaciones, siendo ejemplo en distribución de público (se cumple el más alto estándar de comodidad y seguridad). El terreno de juego posee unas dimensiones de 105 x 67 metros, prácticamente el ideal aconsejado por UEFA. Otro detalle remarcable es la iluminación, entre las mejores del mundo.

### Instalaciones deportivas
El centro de entrenamiento de La Turbie fue inaugurado en 1981 por jugadores del AS Monaco. Se encuentra en La Turbie, en la antigua cantera de Ortelli. Inicialmente rudimentario, el complejo deportivo ha mejorado mucho desde entonces. A fines de la década de 1980, se creó una notable sala de pesas. En 2003, las instalaciones adquirieron una dimensión más moderna, con amplios vestuarios, una sala de tratamiento, un área de relajación, así como piscinas y jacuzzi. El complejo deportivo también incluye un estadio donde juega el equipo de reserva del AS Monaco FC.

## Datos del club
En sus cien años de historia el A. S. Mónaco acumula un número de títulos nacionales bastante respetable, entre los que destacan ocho Ligas, cinco Copas de Francia, cuatro Supercopas de Francia, una Copa de la Liga y una Copa Charles Drago, además de una Liga en Segunda División. A nivel internacional aún no posee títulos, mientras que a nivel regional posee en sus vitrinas cuatro Ligas Mediterráneas y una Copa de Provenza.
A nivel europeo el club no ha logrado ningún título, aunque destacan los subcampeonatos de la Recopa de Europa en 1992 y de la Liga de Campeones en la edición 2003-04, siendo esta su mejor participación en dicho torneo.
Es por su trayectoria y ampliado palmarés considerado como uno de los mejores y más influyentes clubes del país, contabiliza 53 temporadas en la máxima categoría francesa, registrando su mayor goleada a favor (9 a 0) frente al Girondins de Bordeaux, lograda en la Temporada 1985-86 y su mayor goleada en contra (1 a 7) ante el PSG en la Temporada 2017-18.

## Palmarés
Nota: en negrita competiciones vigentes en la actualidad.

### Torneos Nacionales (19)
| Competiciones nacionales          | Títulos                                                                 | Subtítulos                                                              |
| --------------------------------- | ----------------------------------------------------------------------- | ----------------------------------------------------------------------- |
| Primera División de Francia (8/8) | 1960-61, 1962-63, 1977-78, 1981-82, 1987-88, 1996-97, 1999-00, 2016-17. | 1963-64, 1983-84, 1990-91, 1991-92, 2002-03, 2013-14, 2017-18, 2023-24. |
| Copa de Francia (5/5)             | 1959-60, 1962-63, 1979-80, 1984-85, 1990-91.                            | 1973-74, 1984-84, 1988-89, 2009-10, 2020-21.                            |
| Supercopa de Francia (4/4)        | 1961, 1985, 1997, 2000.                                                 | 1960, 2017, 2018, 2024.                                                 |
| Copa de la Liga de Francia (1/3)  | 2002-03.                                                                | 2000-01, 2016-17, 2017-18.                                              |
| Copa Charles Drago (1/0)          | 1961.                                                                   |                                                                         |
|                                   |                                                                         |                                                                         |
| Ligue 2 (1/3)                     | 2012-13.                                                                | 1952-53, 1970-71, 1976-77.                                              |

### Torneos internacionales
| Competiciones internacionales | Títulos | Subcampeonatos |
| ----------------------------- | ------- | -------------- |
| Liga de Campeones (0/1)       |         | 2003-04.       |
| Recopa de Europa (0/1)        |         | 1991-92.       |

Club del mes del mundo según la IFFHS en dos ocasiones en 2003.

### Torneos regionales (5)
| Competiciones regionales | Títulos                         | Subtítulos |
| ------------------------ | ------------------------------- | ---------- |
| Liga Mediterránea (4/0)  | 1933, 1948, 1959 (R), 1978 (R). |            |
| Copa de Provenza (1/0)   | 1942.                           |            |

### Palmarés total
| A. S. Mónaco F. C.                                                            | 8 | 5 | 4 | 1 | 1 | 1 | 20 |
| Datos actualizados a la consecución del último título el 17 de marzo de 2017. |   |   |   |   |   |   |    |

### Torneos amistosos

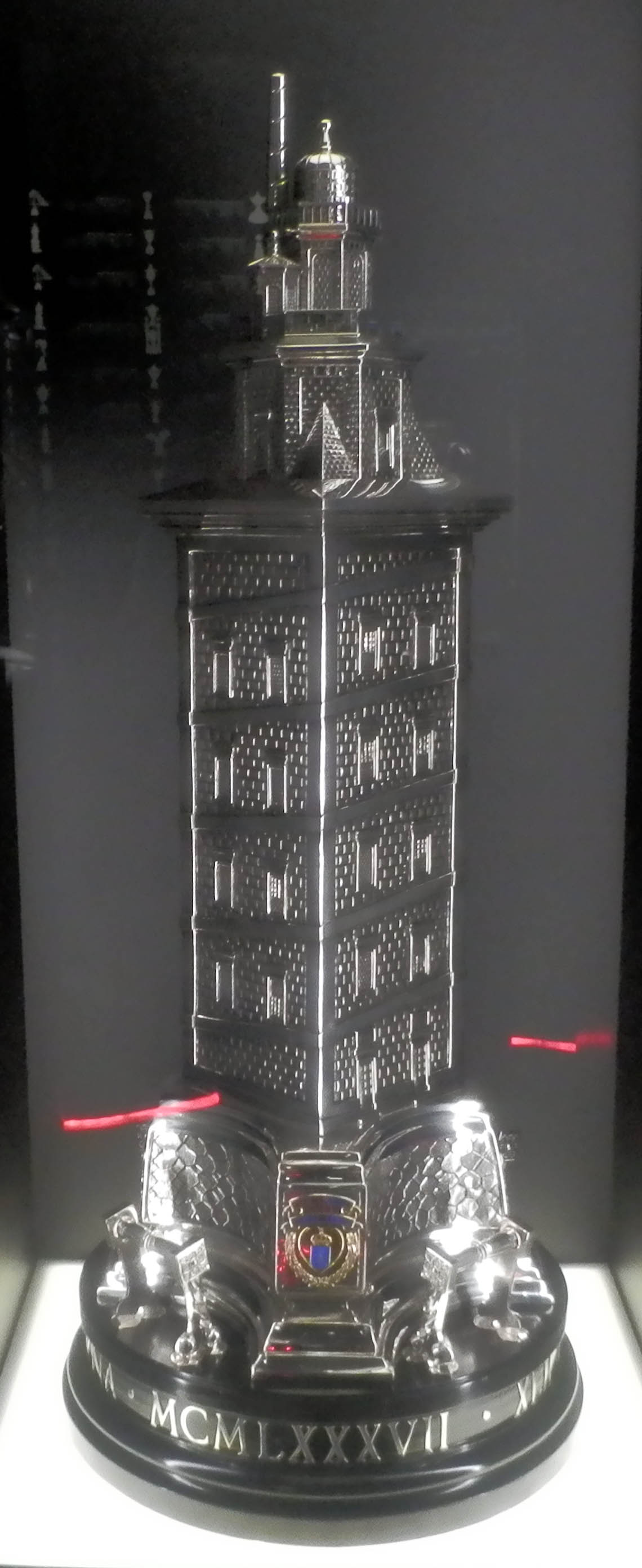
El AS Monaco ganó el Trofeo Teresa Herrera en 1963.

El club también ostenta distintos campeonatos de carácter no oficial. En lo que refiere a campeonatos amistosos ha logrado una buena cantidad de títulos a lo largo de su historia, entre estos se contabilizan:
- Copa de los Alpes (3): 1979, 1983, 1984.
  - Subcampeón (1): 1985.
- Trofeo Teresa Herrera (1): 1963
- Télé-magazine International Cup (1): 1967[109]
- Trofeo Mohamed V (1): 1988
- Memorial Mario Cecchi Gori (1): 1998[110]
- Tournoi du Club Europe (2): 2000, 2001[111]
- Torneo de Mönchengladbach (1): 2004
- Süd Tirol Cup (1): 2006
- Trofeo de la Cerámica (1): 2006[112]
- Trofeo DirecTV (2): Barranquilla 2014, Miami 2014
- Copa EuroAmericana (1): 2014
- Trofeo Joan Gamper (1): 2024

## Organigrama deportivo
Durante sus poco más de noventa y cuatro años de historia han pasado por el club numerosos futbolistas destacados.
El galo Jean-Luc Ettori fue quizás su mayor exponente en a nivel local e internacional, destacando por su buen desempeño y logros en el club. Otros como Claude Puel, Jean Petit, Manuel Amorós —tres de los jugadores con más partidos en club—, Marcelo Gallardo, Thierry Henry, Emmanuel Petit, Fabien Barthez, David Trezeguet, Radamel Falcao García, o Kylian Mbappé son ejemplos de jugadores destacados en el club. Mientras, otros como Flavio Roma, Jerome Rothen, Patrice Evra, Hugo Ibarra, Ludovic Giuly y Fernando Morientes contribuyeron al mayor logro a nivel europeo para el equipo, ser finalistas de la Liga de Campeones en la temporada 2003-04.
El jugador con más partidos disputados en la historia del club es el francés Jean-Luc Ettori, con 755 apariciones. Su máximo goleador histórico es el argentino Delio Onnis, con 223 tantos. En cuanto a los franceses, su máximo realizador es Wissam Ben Yedder, con 117 goles.
Entre los jugadores en activo en la actualidad del club destacan el ruso Aleksandr Golovín.
| Goleadores | Goleadores        | Goleadores | Presencias | Presencias       | Presencias   | Temporadas | Temporadas                                                 | Temporadas |
| ---------- | ----------------- | ---------- | ---------- | ---------------- | ------------ | ---------- | ---------------------------------------------------------- | ---------- |
| 1.         | Delio Onnis       | 223 goles  | 1.         | Jean-Luc Ettori  | 755 partidos | 1.         | Jean-Luc Ettori / Claude Puel                              | 17 años    |
| 2.         | Wissam Ben Yedder | 117 goles  | 2.         | Claude Puel      | 602 partidos | 2.         | Jean Petit                                                 | 13 años    |
| 3.         | Lucien Cossou     | 114 goles  | 3.         | Jean Petit       | 428 partidos | 3.         | Christian Dalger / Armand Forchério                        | 11 años    |
| 4.         | Christian Dalger  | 89 goles   | 4.         | Manuel Amorós    | 349 partidos | 4.         | Manuel Amorós / François Ludo / Luc Sonor / Michel Hidalgo | 9 años     |
| 5.         | Radamel Falcao    | 83 goles   | 5.         | Christian Dalger | 334 partidos | 5.         | Marcel Dib / Danijel Subašić                               | 8 años     |

## Entrenadores
El Association Sportive de Monaco Football Club ha tenido un total de treinta y siete entrenadores durante su historia, ha llegado a contar con el servicio de múltiples entrenadores de distintas nacionalidades, y son los de nacionalidad francesa los más numerosos con un total de diecisiete. El primer entrenador oficial fue Jean Batmale en 1948.
Entre todos los entrenadores que ha tenido el club destacan Lucien Leduc, Gérard Banide, Arsène Wenger, Jean Tigana, Claude Puel, Didier Deschamps y Leonardo Jardim, no solo por sus éxitos sino por su estilo de juego.
Es Lucien Leduc quien ha tenido más éxito con el AS Mónaco, ganando dos Ligas, dos Copas de Francia, una Copa Charles Drago y una Supercopa de Francia.
| N.º | Nombre             | Período     |
| --- | ------------------ | ----------- |
| 1   | Jean Batmale       | 1948 – 1950 |
| 2   | Alexander Schwartz | 1950 – 1952 |
| 3   | Angelo Grizzetti   | 1952 – 1953 |
| 4   | Louis Dupal        | 1953 – 1956 |
| 5   | Anton Marek        | 1956 – 1957 |
| 6   | Louis Pirroni      | 1958        |
| 7   | Lucien Leduc       | 1958 – 1963 |
| 8   | Roger Courtois     | 1963 – 1965 |
| 9   | Pierre Sinibaldi   | 1965 – 1968 |
| 10  | Louis Pirroni      | 1968        |
| 11  | Robert Domergue    | 1968 – 1970 |
| 12  | Jean Luciano       | 1970 – 1972 |
| 13  | Rubén Bravo        | 1972 – 1974 |
| 14  | Alberto Muro       | 1974 – 1976 |

| N.º | Nombre             | Período     |
| --- | ------------------ | ----------- |
| 15  | Armand Forchério   | 1976        |
| 16  | Lucien Leduc       | 1976 – 1979 |
| 17  | Gérard Banide      | 1979 – 1983 |
| 18  | Lucien Müller      | 1983 – 1986 |
| 19  | Ştefan Kovács      | 1986 – 1987 |
| 20  | Arsène Wenger      | 1987 – 1994 |
| 21  | Jean Petit         | 1994        |
| 22  | Jean-Luc Ettori    | 1994 – 1995 |
| 23  | Gérard Banide      | 1995        |
| 24  | Jean Tigana        | 1995 – 1999 |
| 25  | Claude Puel        | 1999 – 2001 |
| 26  | Didier Deschamps   | 2001 – 2005 |
| 27  | Jean Petit         | 2005        |
| 28  | Francesco Guidolin | 2005 – 2006 |

| N.º | Nombre           | Período           |
| --- | ---------------- | ----------------- |
| 29  | László Bölöni    | 2006              |
| 30  | Laurent Banide   | 2006 – 2007       |
| 31  | Ricardo Gomes    | 2007 – 2009       |
| 32  | Guy Lacombe      | 2009 – 2011       |
| 33  | Laurent Banide   | 2011              |
| 34  | Marco Simone     | 2011 – 2012       |
| 35  | Claudio Ranieri  | 2012 – 2014       |
| 36  | Leonardo Jardim  | 2014 – 2018       |
| 37  | Thierry Henry    | 2018 – 2019       |
| 38  | Leonardo Jardim  | 2019              |
| 39  | Robert Moreno    | 2019 – 2020       |
| 40  | Niko Kovač       | 2020 – 2022       |
| 41  | Philippe Clement | 2022 – 2023       |
| 41  | Adi Hütter       | 2023 – Actualidad |

## Directiva del club
El Association Sportive de Monaco Football Club ha tenido, contando al actual, 16 presidentes a lo largo de su historia. Charles Campora, Antoine Romagnan y Jean-Louis Campora son presidentes icónicos del club.
A diferentes niveles, Henri Biancheri, exjugador y director deportivo, Pierre Tournier, exdirector del centro de formación, John Small, exjugador y entrenador y Gérard Banide, exentrenador y director del centro de formación marcaron huella en el club. Finalmente, Jean-Luc Ettori, con el récord de partidos jugados con el AS Monaco, se convierte en entrenador y luego director deportivo del club después de su retiro deportivo. Fue destituido de su cargo en 2008.
El presidente que permaneció más tiempo en el ASM es, sin duda, Jean-Louis Campora y los que han permanecido menos tiempo son Joseph Fissore, Edmond Aubert y Henri Corvetto. El presidente que ganó la mayor cantidad de títulos es Jean-Louis Campora con cinco Ligue 1, tres Copas de Francia, una Copa de la Liga, además de un subcampeonato en la Recopa de Europa.
| N.º | Nombre              | Período                  |
| --- | ------------------- | ------------------------ |
| 1   | Étienne Boéri       | 1948 – 1951              |
| 2   | Roger-Félix Médecin | 1952 – 1953, 1956 – 1957 |
| 3   | Joseph Fissore      | 1954                     |
| 4   | Charles Campora     | 1955, 1958 – 1959        |
| 5   | Antoine Romagnan    | 1960 – 1963              |
| 6   | Max Principale      | 1964 – 1968              |
| 7   | Edmond Aubert       | 1969                     |
| 8   | Henry Reyy          | 1970 – 1972              |
| 9   | Henri Orengo        | 1973 – 1974              |
| 10  | Henri Corvetto      | 1975                     |
| 11  | Jean-Louis Campora  | 1976 – 2003              |
| 12  | Pierre Svara        | 2003 – 2004              |
| 13  | Michel Pastor       | 2004 – 2008              |
| 14  | Jérôme de Bontin    | 2008 – 2009              |
| 15  | Étienne Franzi      | 2009 – 2011              |
| 16  | Dmitri Rybolóvlev   | 2011 – presente          |

## Estadísticas
Actualizado a la Temporada 2021-22
- Temporadas en la Ligue 1: 58
- Temporadas en la Ligue 2: 12
- Participaciones en Copa de Francia: 47
- Participaciones en Supercopa de Francia: 5
- Participaciones en Copa de Liga de Francia: 21
- Participaciones en Copa de Europa / UEFA Champions League: 17
- Participaciones en Recopa de Europa: 6
- Participaciones en Copa de la UEFA / UEFA Europa League: 11
- Mayor goleada a favor: Mónaco 9 - 0 Girondins de Bordeaux (Temporada 1985-86).
- Mayor goleada en contra: Mónaco 1 - 7 París Saint-Germain (Temporada 2017-18).
- Máximo goleador:  Delio Onnis (157 goles)
- Máximas presencias:  Jean-Luc Ettori (755 partidos)

### Participación internacional

#### Por competición
Nota: En negrita competiciones activas.
| Competición                                   | Temp. | PJ  | PG | PE | PP | GF  | GC  | Dif. | Puntos | Títulos | Subtítulos |
| --------------------------------------------- | ----- | --- | -- | -- | -- | --- | --- | ---- | ------ | ------- | ---------- |
| Copa de Europa / Liga de Campeones de la UEFA | 17    | 116 | 46 | 23 | 47 | 182 | 155 | +27  | 161    | –       | 1          |
| Copa de la UEFA / Liga Europea de la UEFA     | 11    | 62  | 30 | 16 | 16 | 94  | 71  | +23  | 106    | –       | –          |
| Recopa de Europa de la UEFA                   | 6     | 27  | 8  | 13 | 6  | 32  | 27  | +5   | 37     | –       | 1          |
| Total                                         | 34    | 205 | 84 | 52 | 69 | 308 | 253 | +55  | 304    | 0       | 2          |

## Afición
El Mónaco posee una gran cantidad de seguidores en Francia, y, al ser junto a la selección de fútbol de Mónaco los únicos representantes del deporte en el Principado, estos gozan de gran popularidad.
Mónaco posee actualmente cinco grupos de seguidores oficiales, avalados y apoyados por la institución. El Club des supporters de Monaco (CSM), Ultras Monaco 94, Heracles, Bulls Monaco 2005 (que cuenta con secciones en Italia y Provenza) y los Muneg'Oc (residentes en el sudeste de Francia). El primero de los citados tiene su origen en 1952, por lo que se considera uno de los más añejos en Europa (y el mundo entero también). Estos grupos son los que generalmente organizan viajes alrededor de Francia para seguir al equipo o jornadas de apoyo que van desde lo deportivo hasta la caridad muchas veces, pero no son los únicos. A fines de los 90 comenzaron a surgir diversas agrupaciones no oficiales en varios lugares de Francia o el extranjero, contando hoy con un considerable aumento de afiliados o amigos que se suman a ellas. Podemos encontrarlas en sitios como Roquebrune-Cap-Martin (residencia de "Los Allobroges"), Fréjus, Arlés, Draguignan, Cannes y Niza. También en Departamentos o Regiones que agrupan a seguidores de distintas ciudades: Var, Saboya, Ardenas, Auvernia ("Los Fanatics"), Aisne, Norte-Paso de Calais, Picardía, Normandía ("Los Munegu 14"), Lorena y Alsacia.
Por último, en países europeos como Italia, España, Inglaterra, Portugal y Holanda, y países americanos como Colombia, Argentina, Brasil, México y Estados Unidos, también existen asociaciones de fanáticos. Según estimaciones de la organización en el Stade Louis II, sin la afluencia de público proveniente de ciudades francesas los encuentros como local contarían con escasa concurrencia. Algo similar, pero más notorio, sucedería en partidos como visitante cuando deba recorrer amplias distancias. Por tales motivos Mónaco considera muy importante motivar iniciativas de este calibre, necesarias para fomentar el sostén y difusión del club a lo largo y ancho de su zona influyente.

## Rivalidades

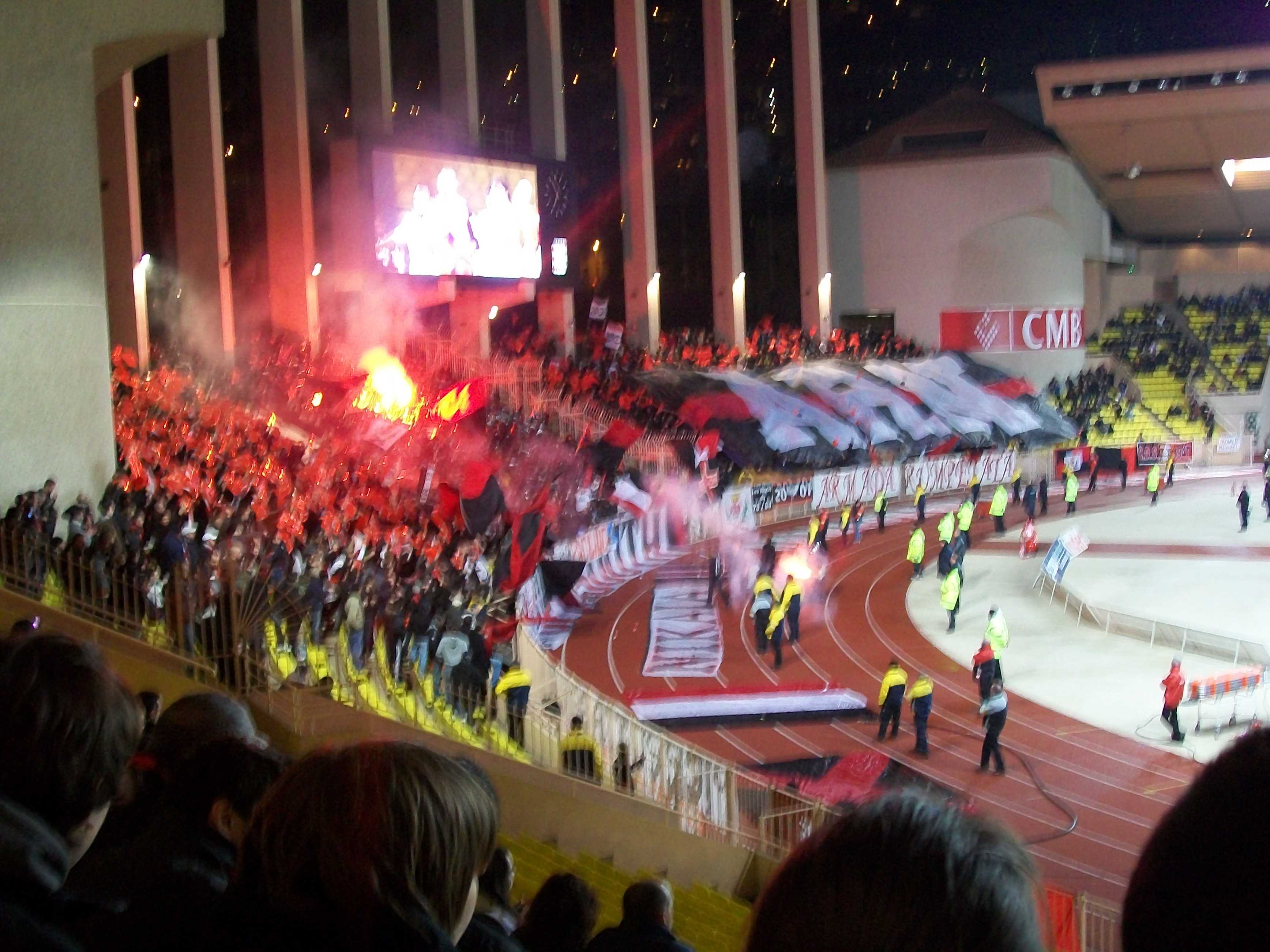
Seguidores del OGC Niza en el Stade Louis II, enero de 2010.

- Niza: Rivalidad natural, lógica. Por distancia geográfica Mónaco y Niza deben enfrentarse para alcanzar diferencias en la carrera imaginaria por ser más o mejor. Por ello cobra vida el Derby de la Costa Azul.[118][119] Los dos equipos gozaron de buenos momentos históricos que sirvieron para fomentar pasiones, pero no a grandes niveles. La igualdad y proximidad que genera enfrentamiento, también limita los odios por un sentimiento de pertenencia que comparten. Ellos son la Costa Azul, un estilo de vida y otro futbolístico emparentado con el calor de playa y sol constante. Desde los 80's Mónaco crece en caudal de seguidores y muchos de ellos son de Niza o sus alrededores paradójicamente, hecho que no extingue la rivalidad pero tampoco sirve para acrecentarla. Los fanáticos del Niza también tienen rivalidad con los del AS Cannes, la cual han tomado preferencialmente junto con su oposición a Olympique de Marsella en los trazos históricos más recientes.
- Marsella: La rivalidad nace a partir de los éxitos alcanzados por el Marsella en competiciones nacionales, disputándole al Mónaco y Niza el título de equipo más importante del sur. Para los fanáticos de Marsella, Mónaco representa al elitismo y no tiene identidad popular ni un caudal de seguidores importante. La respuesta afirma que los fanáticos del Mónaco siguen al equipo por elección propia, sin obligación ni imposición, mientras que los del Marsella lo hacen porque se automarginan de la idiosincrasia francesa. En las últimas dos décadas la rivalidad decreció, ya que desde los medios se fomentó "El Clásico" a nivel nacional (que enfrenta al Olympique con PSG). Los éxitos del otro Olympique, el de Lyon, motivaron una nueva rivalidad de relevancia para Marsella (Choc des Olympiques) y esto también desplazó la lucha contra los rojiblancos.[120] De todos modos todavía se siente rechazo mutuo y clima de tensión en los enfrentamientos entre ambos equipos.
- Otros: Mónaco también tiene rivalidad con el Lyon por sus éxitos logrados en los torneos nacionales de la década del 2000. También posee rivalidad con el PSG por representar la centralidad parisina que políticamente ha afectado su territorio. Esta última rivalidad con el equipo parisino ha tomado mucha relevancia desde la llegada de los multimillonarios dueños cataríes al club de la capital francesa ya que el Mónaco, teniendo como dueño al multimillonario ruso Rybolóvlev, ha sido el único equipo que ha podido romper la hegemonía local del París Saint Germain al coronarse campeón en la temporada 2016-17 de la Ligue 1.[121][122]

## Amistades
- Torino: La amistad se remonta al año 1998, cuando Mónaco debía enfrentar a Juventus por las semifinales de Champions League. Los fanáticos del club granate acompañaron a los del Mónaco durante su estadía en Turín, siempre pensando en ubicarse contra su clásico rival. Desde entonces se sostiene una buena relación, no intensa pero sí constante gracias a la cercanía de sus ciudades.

- Cruzeiro: En 2015 estos dos clubes formaron una alianza con el fin de fomentar seguidores tanto en Francia como en Brasil.[123]

- Estudiantes de La Plata: Esta amistad nace en el 2017, a través de un acuerdo de asociación entre ambos clubes que comparten, además de los colores, la cultura familiar de sus seguidores. Los principales objetivos de dicha alianza son generar un mayor número de seguidores para ambos clubes, mejorar el conocimiento de un nuevo mercado y aumentar los ingresos mediante partidos amistosos, merchandising, venta de camisetas y marcas que se asocien a este acuerdo.[124][125] El jugador Guido Carrillo es el "padrino" de esta unión por haber jugado en ambas instituciones.[126]